# 佐山済
佐山 済（さやま わたる、1899年8月4日 - 1965年5月14日）は、日本の国文学者。
東京府生まれ。東京帝国大学国文科卒。日本女子大学教授。古典を中心に日本文芸全般を論じた。

## 著書
- 『女流日記』日本評論社 1940 (日本古典読本)
- 『俳句文芸遠近』八雲書林 1941
- 『古典のはなし』建設社 1943
- 『日本文芸史論』越後屋書房 1944
- 『日本古典と現実』新人社 1947 (新人社文化選書)
- 『日本近代詩の歩み』雄鶏社 1948 (雄鶏新書)
- 『古典用語辞典』磯部書房 1951
- 『近代詩はいかに歩んだか』磯部書房 1951 (智慧の実教室)
- 『実力本位源氏物語詳解』山海堂 1954 (国漢詳解叢書)
- 『土佐・更級日記』福村書店 1956 (国語と文学の教室)

## 共編著
- 国文学新選 久松潜一,野村宗朔共編 武蔵野書院 1935
- 大和をみな 佐山けい子共著 開発社 1943
- 新しい日本文学史 熊谷孝共著 同光社磯部書房 1952
- 日本歴史の女性 卑弥呼から宮本百合子まで 川崎庸之共編著 御茶の水書房 1952
- 書くための辞典 同光社 1954

## 校注など
- 伊勢物語 流布本 大倉廣文堂 1932
- 更級日記抄 校註 東京武蔵野書院 1941
- 校註源氏物語 夕顔 紫式部 8版 武藏野書院 1948.4